# 1988 RE6
1988 RE6 är en asteroid i huvudbältet som upptäcktes den 5 september 1988 av den belgiske astronomen Henri Debehogne vid La Silla-observatoriet.
Den har en diameter på ungefär 3 kilometer.